# Amarogentin
Amarogentin ist ein Bitterstoff des Gelben Enzians (Gentiana lutea) und anderer Enzianverwandten (Swertia chirata) aus der Stoffgruppe der Secoiridoidglycoside.

## Biosynthese
Die Biosynthese des Biphenylcarboxylsäure-Anteils erfolgt über einen Polyketid-Syntheseweg, bei dem drei Einheiten Acetyl-CoA und eine Einheit 3-Hydroxybenzoyl-CoA verbunden werden. 3-Hydroxybenzoyl-CoA wird hierbei als Zwischenprodukt des Shikimisäurewegs erzeugt, nicht über Zimtsäure oder Benzoesäure.

## Eigenschaften
Amarogentin kristallisiert als Monohydrat in farblosen Nadeln, der Schmelzpunkt liegt bei 229–230 °C. Es ist löslich in organischen Lösungsmitteln wie DMSO and Dimethylformamid. Amamgentin  ist löslich in Petrolether, Diethylether, Cyclohexan und Chloroform, schwer löslich in Benzol und Wasser, leicht löslich in absolutem Dioxan, Aceton und  Tetrahydrofuran, ferner in Ethanol und Methanol. Die Verbindung hat einen Bitterwert von 58.000.000.
Amarogentin ist ein Inhibitor der Topoisomerase und wirkt im Tiermodell hemmend auf Leishmanien.

## Analytik
Die sichere qualitative und quantitative Bestimmung von Amarogentin kann nach adäquater Probenvorbereitung durch Kopplung der HPLC mit der Massenspektrometrie oder dem Photodiodenarraydetektor erfolgen. Auch die Kapillarelektrophorese wird für die Bestimmung herangezogen. Für niedermolekulare Bitterstoffe kann auch die Headspace GC/MS-Kopplung zur Anwendung kommen.

## Verwendung

Gentiopicrin

Enzianwurzeln werden seit Jahrhunderten arzneilich als Bittermittel bei Verdauungserkrankungen angewandt. Der bittere Geschmack beruht auf den Secoiridoidglycosiden Gentiopicrin und Amarogentin. Amarogentin ist eine der bittersten natürlichen Substanzen und wird daher in der Wissenschaft als Messstandard für bitteren Geschmack genutzt. Beim Menschen stimuliert Amarogentin vier Geschmacksrezeptoren (u. a. TAS2R43 und TAS2R50).